# Adan Mohamed Nuur Madobe

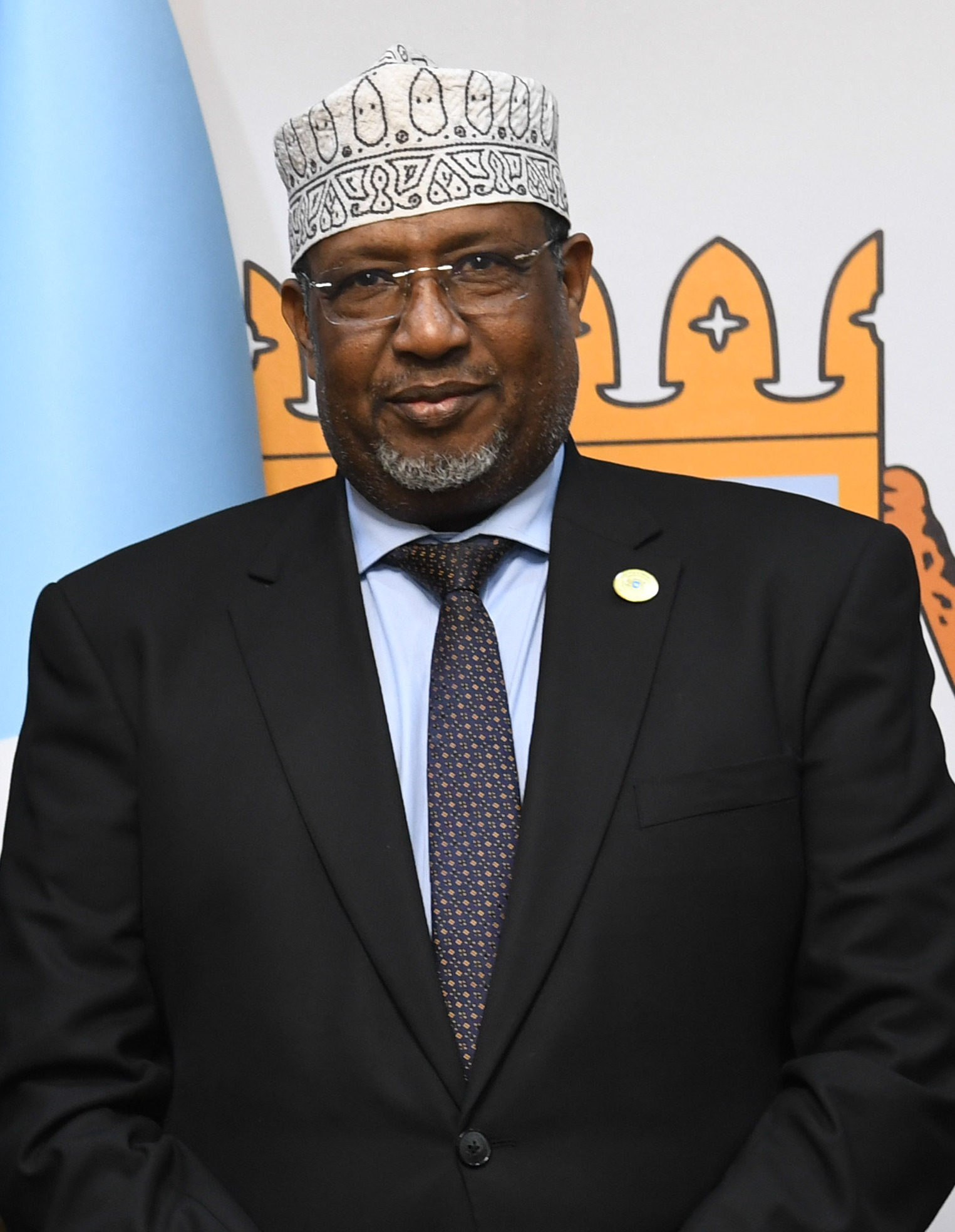
Adan Mohamed Nuur Madobe, 2023

Adan Mohamed Nuur Madobe (somalisch Aaden Maxamed Nuur Madoobe, arabisch عدن محمد  نور مادوبي ادم محمد نور مادوبي) ist ein somalischer Politiker. Er diente zunächst als erster Stellvertretender Vorsitzender der Rahanweyn-Widerstandsarmee, bevor er sich der Übergangs-Bundesregierung (TFG) von Somalia als Justizminister und Sprecher des Übergangsbundesparlamentes anschloss. Vom 29. Dezember 2008 bis 31. Januar 2009 diente er kurzzeitig als Übergangspräsident. Im Januar 2014 wurde er zum Minister für Industrie und Handel ernannt.

## Leben
Madobe wurde in Huddur in der Region Bakool geboren und gehört zum Teil-Clan der Hadame, einer Untergruppierung der Rahanweyn (Digil-Mirifle).

### Karriere
Rahanweyn-Widerstandsarmee
Madobe diente als Erster Stellvertretender Vorsitzender der Rahanweyn-Widerstandsarmee (RRA), einer der Gruppen im Somalischen Bürgerkrieg. Laut Madobe selbst erhielt die RRA ab 1996 Unterstützung von Äthiopien zur Ausbildung der Truppen. 2003 hatte Madobe ein Zerwürfnis mit seinem Kollegen, RRA-Anführer Hassan Mohamed Nur Shatigadud, auch wenn sie sich später wieder versöhnten und gemeinsam als Minister in der Übergangsregierung (TFG) dienten.
Übergangsregierung
Im Januar 2005 wurde Madobe zum Justizminister der Übergangs-Bundesregierung ernannt, wodurch er Mitglied im zweiten Kabinett von Premierminister Ali Mohammed Ghedi wurde.
Im Mai 2005 klagte der rivalisierende Parlamentarier und Gruppenführer Muhammad Ibrahim Habsade Madobe und den Landwirtschaftsminister Hassan Mohamed Nur Shatigudud an im Auftrag von Präsident Abdullahi Yusuf Ahmed, die Stadt Baidoa angegriffen zu haben. Später nutzte die TFG die Stadt als temporäre Hauptstadt. Neunzehn Personen wurden in den Kämpfen getötet.
Am 31. Januar 2007 wurde Madobe vom Parlament zum Sprecher ernannt. Sein Vorgänger war Sharif Hassan Sheikh Adan, der durch das Parlament aufgrund seiner Verbindungen zur Union islamischer Gerichte (ICU) am 17. Januar 2007 abgewählt worden war. Madobe wurde am 3. Februar vereidigt.
Madobe diente später kurzzeitig als ausführender Präsident, nachdem Präsident Yusuf am 29. Dezember 2008 zurücktrat. Am 31. Januar 2009 wurde Sharif Sheikh Ahmed zum Präsidenten gewählt.
Im April und Mai 2010 entstanden Spannungen zwischen Madobe und dem Premierminister Omar Abdirashid Ali Sharmarke und Madobe trat zurück, nachdem das Parlament ihn abgewählt hatte.
Am 25. Mai 2010 wurde Sharif Hassan erneut zum Sprecher des Übergangsparlaments ernannt.
Minister für Industrie und Handel
Am 17. Januar 2014 wurde Madobe von Premierminister Abdiweli Sheikh Ahmed zum Minister für Industrie und Handel ernannt.